# Brigada León Sedov
La Brigada León Sedov fue una brigada internacionalista de orientación trotskista fundada en Libia en 2012 por 10 o 12 voluntarios argentinos que luchaban contra el gobierno de Muammar Gaddafi en apoyo a los grupos rebeldes durante el estallido de la Primavera Árabe. Tras la caída del gobierno libio y el estallido de la guerra civil siria, miembros del grupo entraron a Siria y comenzaron a participar en escaramuzas y batallas junto a grupos islamistas en Siria. El fundador del grupo y otros que lo acompañaban comenzaron a trabajar en fábricas en Alepo y otros sitios de construcción para recaudar fondos para financiar a la agrupación. La organización recibe su nombre por el hijo del revolucionario León Trotski, Lev Sedov, y a pesar de declararse formalmente marxista y revolucionaria colaboró abiertamente con organizaciones de carácter salafista, incluyendo a la filial siria de al-Qaeda, Jabhat Fateh al-Sham.
El grupo estaba afiliado internacionalmente con la Fracción Leninista Trotskista Internacional.

## Historia
En 2013 el grupo entró en conflicto con el Movimiento Nour al-Din al-Zenki después del dirigente del grupo acusó al movimiento Zenki de ser una organización "shabiha" que robaba propiedad de los lugareños. El grupo procedió para arrestar a su comandante cuándo  este se encontraba desprotegido, la detención causó que las brigadas vinculadas al Movimiento Zenki llegaran y exigieran su liberación, sin embargo la brigada León Sedov se negó a ponerlo en libertad, lo que resultó en enfrentamientos menores con el Movimiento Zenki. Más tarde, el Movimiento Zenki pidió ayuda a Jabhat al-Nusra para mediar entre ambas organizaciones, pero al-Nusra supuestamente ignoró las afirmaciones hechas por la brigada y pidió que el comandante fuese liberado, pero la brigada se negó nuevamente, lo que provocó que al-Nusra respondiera enviando un grupo de combatientes de Asia Central para atacar al grupo, por lo que finalmente la Brigada León Sedov accedió a su liberación.
El dirigente del grupo Abu Muad fue detenido en 2013 por combatientes de ISIS, quienes lo mantuvieron retenido varios días en una escuela bajo sospechas de que pudiese ser un agente del gobierno sirio. Los miembros de ISIS tomaron sus posesiones y trataron de chantajearlo, sin embargo ISIS finalmente lo dejaron en libertad. Más tarde, los miembros de ISIS que le retuvieron se disculparon por lo ocurrido, le regresaron sus posesiones y le invitaron a comer.
El grupo mantuvo alianzas con todo tipo de grupos rebeldes, principalmente tuvo lazos muy estrechos con la Legión del Sham, vinculada con Hermanos Musulmanes. Además de esto, durante el verano de 2015 fue miembro del Frente del Levante, coalición formada por grupos islamistas y salafistas suníes. En la actualidad, la Brigada León Sedov trabaja para Ahrar al-Sham, organización con la que colaboró conjuntamente en operaciones en Alepo contra las fuerzas de las YPG.
En una entrevista al dirigente y el fundador del grupo Abu Muad, cuándo se le preguntó sobre su posición respecto a la nueva coalición formada por Hayat Tahrir al-Sham  este afirmó que "cualquier facción que el pueblo use para luchar contra el régimen es algo positivo".
El grupo se disolvió poco tiempo después del final de la batalla de Alepo en 2016.